# 강남구의 행정 구역
강남구의 행정 구역은 14개의 법정동을 22개의 행정동으로 관리하고 있다. 강남구의 면적은 서울특별시 전체의 6.53%에 해당하는 9.55km2이며, 인구는 2018년 6월 30일을 기준으로 229,160세대, 551,888명이다.

## 행정 구역
| \| 행정동 \| 한자 \| 면적 \| 세대 \| 인구 \| \| -------- \| -------- \| ----- \| ------- \| ------- \| \| 신사동 \| 新沙洞 \| 1.9 \| 7,538 \| 17,873 \| \| 논현1동 \| 論峴1洞 \| 1.257 \| 14,100 \| 24,077 \| \| 논현2동 \| 論峴2洞 \| 1.47 \| 11,227 \| 22,439 \| \| 압구정동 \| 狎鷗亭洞 \| 2.53 \| 10,708 \| 28,122 \| \| 청담동 \| 淸潭洞 \| 2.33 \| 12,157 \| 30,056 \| \| 삼성1동 \| 三成1洞 \| 1.94 \| 5,840 \| 15,186 \| \| 삼성2동 \| 三成2洞 \| 1.253 \| 13,021 \| 30,000 \| \| 대치1동 \| 大峙1洞 \| 0.79 \| 7,413 \| 25,399 \| \| 대치2동 \| 大峙2洞 \| 2.01 \| 13,566 \| 41,088 \| \| 대치4동 \| 大峙3洞 \| 0.73 \| 10,111 \| 21,128 \| \| 역삼1동 \| 驛三1洞 \| 2.35 \| 22,690 \| 36,377 \| \| 역삼2동 \| 驛三2洞 \| 1.15 \| 14,868 \| 36,647 \| \| 도곡1동 \| 道谷1洞 \| 1.026 \| 8,536 \| 22,887 \| \| 도곡2동 \| 道谷2洞 \| 1.024 \| 11,961 \| 34,709 \| \| 개포1동 \| 開浦1洞 \| 1.27 \| 5,222 \| 13,149 \| \| 개포2동 \| 開浦2洞 \| 2.52 \| 4,948 \| 13,988 \| \| 개포3동 \| 開浦3洞 \| 1.24 \| 6,484 \| 16,014 \| \| 개포4동 \| 開浦4洞 \| 1.49 \| 7,829 \| 18,854 \| \| 세곡동 \| 細谷洞 \| 6.36 \| 17,199 \| 45,141 \| \| 일원본동 \| 逸院本洞 \| 2.58 \| 8,309 \| 24,896 \| \| 일원1동 \| 逸院1洞 \| 0.92 \| 7,581 \| 17,214 \| \| 수서동 \| 水西洞 \| 1.43 \| 7,852 \| 16,644 \| \| 강남구 \| 江南區 \| 39.55 \| 229,160 \| 551,888 \| |          |       |         |         |
| 행정동 | 한자     | 면적  | 세대    | 인구    |
| 신사동 | 新沙洞   | 1.9   | 7,538   | 17,873  |
| 논현1동 | 論峴1洞  | 1.257 | 14,100  | 24,077  |
| 논현2동 | 論峴2洞  | 1.47  | 11,227  | 22,439  |
| 압구정동 | 狎鷗亭洞 | 2.53  | 10,708  | 28,122  |
| 청담동 | 淸潭洞   | 2.33  | 12,157  | 30,056  |
| 삼성1동 | 三成1洞  | 1.94  | 5,840   | 15,186  |
| 삼성2동 | 三成2洞  | 1.253 | 13,021  | 30,000  |
| 대치1동 | 大峙1洞  | 0.79  | 7,413   | 25,399  |
| 대치2동 | 大峙2洞  | 2.01  | 13,566  | 41,088  |
| 대치4동 | 大峙3洞  | 0.73  | 10,111  | 21,128  |
| 역삼1동 | 驛三1洞  | 2.35  | 22,690  | 36,377  |
| 역삼2동 | 驛三2洞  | 1.15  | 14,868  | 36,647  |
| 도곡1동 | 道谷1洞  | 1.026 | 8,536   | 22,887  |
| 도곡2동 | 道谷2洞  | 1.024 | 11,961  | 34,709  |
| 개포1동 | 開浦1洞  | 1.27  | 5,222   | 13,149  |
| 개포2동 | 開浦2洞  | 2.52  | 4,948   | 13,988  |
| 개포3동 | 開浦3洞  | 1.24  | 6,484   | 16,014  |
| 개포4동 | 開浦4洞  | 1.49  | 7,829   | 18,854  |
| 세곡동 | 細谷洞   | 6.36  | 17,199  | 45,141  |
| 일원본동 | 逸院本洞 | 2.58  | 8,309   | 24,896  |
| 일원1동 | 逸院1洞  | 0.92  | 7,581   | 17,214  |
| 수서동 | 水西洞   | 1.43  | 7,852   | 16,644  |
| 강남구 | 江南區   | 39.55 | 229,160 | 551,888 |

인구 및 세대 수는 2018년 2분기 기준이다.

## 개요
| 행정동   | 법정동   | 한자 | 설명 |
| -------- | -------- | --- | --- |
| 개포1동  | 개포동   | 開浦洞 | 조선시대 말까지 경기도 광주군 언주면 포일동과 반곡동의 일부였는데, 1914년 경기도 구역 획정 때 언주면 반포리로 되었다가 1963년 1월 1일 서울특별시의 행정구역 확장에 따라 서울특별시 성동구에 편입되면서 개포동으로 바뀌었고, 1975년 10월 1일 신설된 강남구 관할로 바뀌었다. 2008년 1월 1일 포이동(浦二洞)을 편입하였다. |
| 개포2동  | 개포동   | 開浦洞 | 조선시대 말까지 경기도 광주군 언주면 포일동과 반곡동의 일부였는데, 1914년 경기도 구역 획정 때 언주면 반포리로 되었다가 1963년 1월 1일 서울특별시의 행정구역 확장에 따라 서울특별시 성동구에 편입되면서 개포동으로 바뀌었고, 1975년 10월 1일 신설된 강남구 관할로 바뀌었다. 2008년 1월 1일 포이동(浦二洞)을 편입하였다. |
| 일원동   | 逸院洞   | 양재천을 경계로 대치동과 접하며 동쪽으로 개포동과 접하고 있다. 탄천을 경계로 잠실동, 삼전동과 접하고 있으며, 이웃하는 수서동, 내곡동과 함께 대모산의 한 자락을 차지하고 있다. | |
| 개포4동  | 개포동   | 개포동 | ↑ 위의 설명으로 |
| 논현1동  | 논현동   | 論峴洞 | 광주군 언주면 논현리였다가 1963년 1월 1일 서울특별시의 행정구역 확장에 따라 서울특별시 성동구에 편입되면서 논현동으로 바뀌었고, 1975년 10월 1일 신설된 강남구 관할로 바뀌었다. 1982년 종전의 학동(鶴洞)이 논현동에 편입되었다.                                                                                         |
| 논현2동  | 논현동   | 論峴洞 | 광주군 언주면 논현리였다가 1963년 1월 1일 서울특별시의 행정구역 확장에 따라 서울특별시 성동구에 편입되면서 논현동으로 바뀌었고, 1975년 10월 1일 신설된 강남구 관할로 바뀌었다. 1982년 종전의 학동(鶴洞)이 논현동에 편입되었다.                                                                                         |
| 대치1동  | 대치동   | 大峙洞 | 광주군 언주면 대치리였다가 1963년 1월 1일 서울특별시의 행정구역 확장에 따라 서울특별시 성동구에 편입되면서 대치동으로 바뀌었고, 1975년 10월 1일 신설된 강남구 관할로 바뀌었다. 2009년 3월 1일 대치2·3동을 대치2동으로 합병하였다.                                                                                      |
| 대치2동  | 대치동   | 大峙洞 | 광주군 언주면 대치리였다가 1963년 1월 1일 서울특별시의 행정구역 확장에 따라 서울특별시 성동구에 편입되면서 대치동으로 바뀌었고, 1975년 10월 1일 신설된 강남구 관할로 바뀌었다. 2009년 3월 1일 대치2·3동을 대치2동으로 합병하였다.                                                                                      |
| 대치4동  | 대치동   | 大峙洞 | 광주군 언주면 대치리였다가 1963년 1월 1일 서울특별시의 행정구역 확장에 따라 서울특별시 성동구에 편입되면서 대치동으로 바뀌었고, 1975년 10월 1일 신설된 강남구 관할로 바뀌었다. 2009년 3월 1일 대치2·3동을 대치2동으로 합병하였다.                                                                                      |
| 개포3동  | 대치동   | 大峙洞 | 광주군 언주면 대치리였다가 1963년 1월 1일 서울특별시의 행정구역 확장에 따라 서울특별시 성동구에 편입되면서 대치동으로 바뀌었고, 1975년 10월 1일 신설된 강남구 관할로 바뀌었다. 2009년 3월 1일 대치2·3동을 대치2동으로 합병하였다.                                                                                      |
| 〃       |          | 大峙洞 | 광주군 언주면 대치리였다가 1963년 1월 1일 서울특별시의 행정구역 확장에 따라 서울특별시 성동구에 편입되면서 대치동으로 바뀌었고, 1975년 10월 1일 신설된 강남구 관할로 바뀌었다. 2009년 3월 1일 대치2·3동을 대치2동으로 합병하였다.                                                                                      |
| 개포동   | 개포동   | ↑ 위의 설명으로 | |
| 일원동   | 일원동   | ↑ 위의 설명으로 | |
| 수서동   | 수서동   | 水西洞 | 광주군 대왕면 수서리였다가 1963년 1월 1일 서울특별시의 행정구역 확장에 따라 서울특별시 성동구에 편입되면서 수서동으로 바뀌었고, 1975년 10월 1일 신설된 강남구 관할로 바뀌었다. |
| 일원본동 | 일원동   | 일원동 | ↑ 위의 설명으로 |
| 일원본동 | 수서동   | 수서동 | ↑ 위의 설명으로 |
| 일원1동  | 일원동   | 일원동 | ↑ 위의 설명으로 |
| 도곡1동  | 도곡동   | 道谷洞 | 광주군 언주면 양재리였다가 1963년 1월 1일 서울특별시의 행정구역 확장에 따라 서울특별시 성동구에 편입되면서 도곡동으로 바뀌었다. 이후 1975년 10월 1일 신설된 강남구 관할로 바뀌었고, 1988년 1월 1일 신설된 서초구 관할이 되었다가 1989년 1월 1일 다시 강남구 관할로 바뀌었다.                                           |
| 도곡2동  | 도곡동   | 道谷洞 | 광주군 언주면 양재리였다가 1963년 1월 1일 서울특별시의 행정구역 확장에 따라 서울특별시 성동구에 편입되면서 도곡동으로 바뀌었다. 이후 1975년 10월 1일 신설된 강남구 관할로 바뀌었고, 1988년 1월 1일 신설된 서초구 관할이 되었다가 1989년 1월 1일 다시 강남구 관할로 바뀌었다.                                           |
| 삼성1동  | 삼성동   | 三成洞 | 광주군 언주면 삼성리였다가 1963년 1월 1일 서울특별시의 행정구역 확장에 따라 서울특별시 성동구에 편입되면서 삼성동으로 바뀌었고, 1975년 10월 1일 신설된 강남구 관할로 바뀌었다. |
| 삼성2동  | 삼성동   | 三成洞 | 광주군 언주면 삼성리였다가 1963년 1월 1일 서울특별시의 행정구역 확장에 따라 서울특별시 성동구에 편입되면서 삼성동으로 바뀌었고, 1975년 10월 1일 신설된 강남구 관할로 바뀌었다. |
| 세곡동   | 세곡동   | 細谷洞 | 광주군 대왕면 세천리, 은곡동이었다가, 1914년 세곡리로 통합하였다. 1963년 1월 1일 서울특별시의 행정구역 확장에 따라 서울특별시 성동구에 편입되면서 세곡동으로 바뀌었고, 1975년 10월 1일 신설된 강남구 관할로 바뀌었다.                                                                                                  |
| 세곡동   | 자곡동   | 紫谷洞 | 광주군 대왕면 자곡리였다가 1963년 1월 1일 서울특별시의 행정구역 확장에 따라 서울특별시 성동구에 편입되면서 자곡동으로 바뀌었고, 1975년 10월 1일 신설된 강남구 관할로 바뀌었다. |
| 세곡동   | 율현동   | 栗峴洞 | 광주군 대왕면 율현리였다가 1963년 1월 1일 서울특별시의 행정구역 확장에 따라 서울특별시 성동구에 편입되면서 율현동으로 바뀌었고, 1975년 10월 1일 신설된 강남구 관할로 바뀌었다. |
| 신사동   | 신사동   | 新沙洞 | 광주군 언주면 신사리였다가 1963년 1월 1일 서울특별시의 행정구역 확장에 따라 서울특별시 성동구에 편입되면서 신사동으로 바뀌었고, 1975년 10월 1일 신설된 강남구 관할로 바뀌었다. |
| 신사동   | 압구정동 | 狎鷗亭洞 | 광주군 언주면 압구정리였다가 1963년 1월 1일 서울특별시의 행정구역 확장에 따라 서울특별시 성동구에 편입되면서 압구정동으로 바뀌었고, 1975년 10월 1일 신설된 강남구 관할로 바뀌었다. |
| 압구정동 | 신사동   | 신사동 | ↑ 위의 설명으로 |
| 압구정동 | 압구정동 | 압구정동 | ↑ 위의 설명으로 |
| 역삼1동  | 역삼동   | 驛三洞 | 광주군 언주면 역삼리였다가 1963년 1월 1일 서울특별시의 행정구역 확장에 따라 서울특별시 성동구에 편입되면서 역삼동으로 바뀌었고, 1975년 10월 1일 신설된 강남구 관할로 바뀌었다. |
| 역삼2동  | 역삼동   | 驛三洞 | 광주군 언주면 역삼리였다가 1963년 1월 1일 서울특별시의 행정구역 확장에 따라 서울특별시 성동구에 편입되면서 역삼동으로 바뀌었고, 1975년 10월 1일 신설된 강남구 관할로 바뀌었다. |
| 청담동   | 청담동   | 淸潭洞 | 광주군 언주면 청담리였다가 1963년 1월 1일 서울특별시의 행정구역 확장에 따라 서울특별시 성동구에 편입되면서 청담동으로 바뀌었고, 1975년 10월 1일 신설된 강남구 관할로 바뀌었다. 2009년 3월 1일 청담1·2동을 청담동으로 합병하였다. 청담동에는 청담역이 있다.                                                             |

## 역사
- 1975년 10월 1일 성동구 명일동 등을 분리하여 강남구가 설치되었다.[2]

| 개편 전 | 개편 후 |
| --- | --- |
| 성동구 명일동, 하일동, 고덕동, 상일동, 길동, 둔촌동, 암사동, 성내동, 풍납동, 천호동, 송파동, 석촌동, 삼전동, 가락동, 이동, 오금동, 방이동, 문정동, 장지동, 거여동, 마천동, 잠실동, 신천동, 일원동, 수서동, 자곡동, 율현동, 세곡동, 역삼동, 포이동, 개포동, 도곡동, 논현동, 신사동, 학동, 압구정동, 청담동, 삼성동, 대치동, 염곡동, 내곡동, 신원동, 양재동, 우면동, 원지동, 잠원동, 서초동, 반포동 | 강남구 명일동, 하일동, 고덕동, 상일동, 길동, 둔촌동, 암사동, 성내동, 풍납동, 천호동, 송파동, 석촌동, 삼전동, 가락동, 이동, 오금동, 방이동, 문정동, 장지동, 거여동, 마천동, 잠실동, 신천동, 일원동, 수서동, 자곡동, 율현동, 세곡동, 역삼동, 포이동, 개포동, 도곡동, 논현동, 신사동, 학동, 압구정동, 청담동, 삼성동, 대치동, 염곡동, 내곡동, 신원동, 양재동, 우면동, 원지동, 잠원동, 서초동, 반포동 |

- 1979년 10월 1일 하일동, 상일동, 명일동, 고덕동, 암사동, 천호동, 성내동, 풍납동, 길동, 둔촌동, 거여동, 마천동, 방이동, 이동, 오금동, 송파동, 석촌동, 가락동, 문정동, 잠실동, 신천동, 일원과 삼성동, 삼전동, 수서동, 자곡동, 율현동 및 장지동 중 일부를 강남구에서 분리하여 강동구가 신설되었다.[6]
- 1980년 4월 1일 관악구 방배동 일원과 동작동 및 사당동 중 동작동 반포아파트 서남측에 있는 한강지류 중심선과 남태령시계로 연결되는 동작대로 중심선의 이동지역이 강남구에 편입되었다.[6]
- 1982년 학동(鶴洞)을 논현동에 편입하였다.
- 1988년 1월 1일 아래 도표와 같이 강남구의 일부를 관할로 하여 서초구가 신설되었다.[4]

| 개편 전 | 개편 후                                                                             |
| --- | ----------------------------------------------------------------------------------- |
| 강남구 서초동·잠원동·반포동·방배동·도곡동·양재동·우면동·원지동·염곡동·내곡동·신원동                                        | 서초구 서초동·잠원동·반포동·방배동·도곡동·양재동·우면동·원지동·염곡동·내곡동·신원동 |
| (변동없음) 개포동·논현동·대치동·삼성동·세곡동·수서동·신사동·압구정동·역삼동·율현동(栗峴)·일원동·자곡동(紫谷)·청담동·포이동 |                                                                                     |

- 1989년 1월 1일 서초구 도곡동이 다시 강남구의 관할로 바뀌었다.[5]
- 1992년 4월 22일 신사동의 강남대로 서쪽 지역이 서초구 잠원동에 편입되었다.[7]
- 2008년 1월 1일 포이동이 개포동에 편입되었다.[3]
- 2009년 3월 1일
  - 개포3동, 대치3동이 각각 개포2동, 대치2동 속으로,
  - 압구정1동과 압구정2동, 청담1동과 청담2동이 각각 압구정동, 청담동으로 통합되었다.
- 2022년 12월 23일 일원2동이 개포3동으로 변경되었다.